# Бутурлін Василь Андрійович
Василь Андрійович Бутурлін (рос. Бутурлин Василий Андреевич; пом. 1569) — полковий і городовий воєвода під час правління Івана Грозного, активний учасник Лівонської війни.

## Біографія

### Казанські походи
У 1550 році в званні ринди супроводжував царя Івана Грозного у другому поході на Казань.
В 1554—1555 роках перебував на воєводстві в Михайлові.
У 1556 році — воєвода в Чашниках.
У 1557—1558 роках Василь Бутурлін служив воєводою у Мценську.
У 1559 році Василь Андрійович Бутурлін, перебуваючи на воєводстві в Пронську, розбив кримських татар, що нападали на міські околиці. У 1560 році вдруге розбив кримців під Пронськом.

### Лівонська війна
У 1562 році служив воєводою в Карачеві.
У 1563 році разом з іншими воєводами відбивав литовців від Красного.
У 1564 році Василь Бутурлін разом з князем Срібним-Оболенським здійснив похід на литовські володіння, успішно діяв проти литовців і отримав у нагороду золотий. Влітку того ж року воєвода Василь Бутурлін почав самостійний похід із Смоленська під Мстиславль, під час якого спустошив околиці Мстиславля, Кричева, Радомля та Могильова, захопивши велику кількість полонених.
У 1565 році Василь Бутурлін перебував на воєводстві в Пскові, звідки здійснив похід на Литву, розорив прикордонні володіння. У бою під Шмилтіном розбив литовське військо і з великою кількістю полонених повернувся назад. Цар Іван Грозний в честь воєводи з Москви в Псков прислав його племінника Івана Бутурліна з золотим.
У 1566 році Василь Бутурлін поставив підпис під рішенням Земського собору про продовження війни за Лівонію та у вересні того ж року служив воєводою в Дорогобужі. У 1569 році брав участь у новому поході на Литву.

## Родина
Василь Бутурлін — один з шести синів окольничого і воєводи Андрія Микитовича Бутурліна (пом. 1536)
Син: Матвій Васильович Бутурлін (пом. 1607) — стольник і воєвода .